# Strada statale 188 dir/C Centro Occidentale Sicula
La strada statale 188 dir/C Centro Occidentale Sicula (SS 188 dir/C) è una strada statale italiana che collega Bisacquino con Corleone, nella città metropolitana di Palermo.
Si tratta di una diramazione della SS 188 che si distacca al bivio per Bisacquino e che prosegue in direzione nord verso Campofiorito e Corleone, innestandosi infine sulla strada statale 118 Corleonese Agrigentina.

## Storia
La strada statale 188 dir/C venne istituita nel 1953 con il seguente percorso: "Tortorici - Bisacquino - Campo Fiorito - Innesto con la SS. n. 118 al bivio Belvedere presso Corleone."

## Descrizione
Il percorso si svolge lungo un paesaggio collinare della Sicilia interna. Rispetto al percorso originario è stata realizzata una variante che evita l'attraversamento del centro abitato di Bisacquino, passando a est dello stesso. La strada ha termine a circa due chilometri a sud di Corleone.

### Tabella percorso
| Centro Occidentale Sicula |                                           |      |           |
| Tipo                      | Indicazione                               | km   | Provincia |
|                           | Bivio Tortorici Centro Occidentale Sicula | 0,0  | PA        |
|                           | Bisacquino                                | 3,1  | PA        |
|                           | Bisacquino                                | 3,8  | PA        |
|                           | Campofiorito                              | 9,5  | PA        |
|                           | Bivio Belvedere Corleonese Agrigentina    | 22,3 | PA        |